# نیکا اوژگوویچ
 نیکا اوژگوویچ (انگلیسی: Nika Ožegović؛ زادهٔ ۲۱ مهٔ ۱۹۸۵) یک تنیس‌باز اهل کرواسی است.